# Sylwia Kasjanowicz
Sylwia Kasjanowicz (ur. 28 kwietnia 1993) – polska lekkoatletka, sprinterka.

## Kariera
Zawodniczka UKS 19 Bojary Białystok. Medalistka mistrzostw Polski w sztafecie 4 × 100 metrów w różnych kategoriach wiekowych, w tym srebrna medalistka mistrzostw Polski seniorów (2015).
Reprezentantka kraju w młodzieżowych mistrzostwach Europy (2015, biegła w eliminacjach w sztafecie 4 × 100 metrów).

## Rekordy życiowe
- Bieg na 100 metrów – 11,82 (2015)